# 箭瓣景天
箭瓣景天（学名：Sedum sagittipetalum）为景天科景天属的植物，是中国的特有植物。分布于中国大陆的四川等地，生长于海拔4,300米至4,500米的地区，多生长在冰谷悬崖上，目前尚未由人工引种栽培。